# LHDC
LHDC（Low-Latency Hi-Definition Audio Codec，低延迟高解析度音频编码），是一种蓝牙传输的音频编解码的技术规范。该编码可以实现规格最高达到1000kbps,24bit/192kHz的串流高解析度音频，以及LHDC-LL（LLAC），即基于LHDC提供的游戏场景的低延迟蓝牙音频传输技术。LHDC的主要竞争对手是高通的aptX HD / aptX Adaptive和索尼的LDAC编解码器。LHDC也是继Sony的LDAC之后，成为日本音响协会认证的第二个符合Hi-Res Audio Wireless标准的蓝牙音频编解码技术规范。。目前，LHDC為Hi-Fi 24bit/192khz唯一提供者，超越之前市場主流LDAC的24bit/96khz。
从Android 10开始，LHDC与LLAC的编码器实现作为安卓开源计划的一部分提供。

## 规格参数
LHDC提供256Kbps/400Kbps/500Kbps/900Kbps的可选比特率，900Kbps下可提供最高24 位的位深度与192kHz的采样率。
低延迟音频编解码器 (LLAC) 也称为 LHDC-LL，基于 LHDC技术但专为低延迟而设计，并具有自动检测的游戏模式。 LLAC 的端到端延迟约为 30 毫秒。LLAC 支持 400/600 Kbps的可选比特率、24 位的位深度与48kHz的采样率。